# Danaus ismare
Danaus ismare là một loài bướm thuộc chi Danaus, họ Bướm giáp. Loài này sinh sống ở Indonesia.

## Phân loài
- Danaus ismare ismare (Moluccas)
- Danaus ismare fulvus Ribbe, 1890 (south-eastern Sulawesi, Bangka, Bangai group, Talaud, Sangir)
- Danaus ismare felicia Fruhstorfer, 1907 (Buru, Obi)
- Danaus ismare ismareola Butler, 1866 (Halmahera, Ternate, Bachan)
- Danaus ismare goramica Fruhstorfer, 1907 (Goram)
- Danaus ismare alba Morishita, 1981 (northern Sulawesi, Sangihe, Talaus)